# Уснуло убиство
Уснуло убиство: Последњи случај госпођице Марпл је детективски роман Агате Кристи први пут објављен у Великој Британији од стране издавачке куће "Collins Crime Club" у октобру 1976. и у САД од стране издавачке куће "Dodd, Mead and Company" касније исте године. Британско издање се продавало по цени 3,5 фунте, а америчко за 7,95 долара.
У књизи се појављује госпођица Марпл. Роман је објављен постхумно и био је Кристин последњи објављени, иако не и последњи роман о госпођици Марпл по редоследу писања. Радња је изричито смештена у 1944. годину, али је први нацрт романа написан чак и раније од овог током Другог светског рата. Она помаже младом пару који одлучује да открије догађаје из прошлог живота жене и не дозволи да уснуло убиство остане уснуло.

## Радња
Новопечена Гвенда Рид путује без свог мужа да им пронађе дом на јужној обали Енглеске. За кратко време проналази и купује "Хилсајд", велику стару кућу у којој се осећа као код куће. Надзире раднике у реновирању који бораве у једнократној соби за расаднике док посао напредује. Она формира дефинитивну замисао за мали расадник. Када су радници отворили дуга запечаћена врата, она је видела баш тапету која јој је била у мислима. Даље, место које јој се чини логичним за улаз између две собе показало се да је постојало годину дана раније. Она одлази у Лондон у посету родбини, писцу Рејмонду Весту, његовој супрузи и његовој тетки госпођици Џејн Марпл. Током представе Војвоткиња од Малфија када је изговорен стих "Покриј јој лице, моје очи заслепљују. умрла је млада", Гвенда је вриснула јер је видела своју слику како посматра човека који изговара те речи док дави извесну плавушу Хелен.
Гвенда је рођена у Индији где је њен отац био стациониран, а потом је одрасла на Новом Зеланду код тетке када јој је мајка умрла. Њен отац је умро неколико година после њене мајке. Сећа се да је била на броду, али очигледно је да су то два брода. Госпођица Марпл указује да је Гвенда живела у Енглеској са својим оцем и његовом другом женом, што се и показало као тачно. Њена маћеха Хелен Халидеј рођена Кенеди упознала је њеног оца враћајући се из Индије назад у Енглеску где је њихова романса на броду довела до брака по доласку у Енглеску. Изнајмили су кућу у Дилмауту где је Хелен одрасла. Показало се да су случајности сећања на Гвендин боравак у тој кући пре 18 година кад је била мала. Сада Гвенда размишља о својој застрашујућој слици и завршним речима драме: да ли су и то права сећања? Њен муж Џајлс стиже са Новог Зеланда и пар одлучује да се бави овом загонетком.
Хелен је углавном одгајао њен полубрат др. Кенеди који се сада повукао из праксе и преселио у друго село. Он одговара на оглас који је поставио Џајлс у ком тражи податке о Хелен.
Госпођица Марпл организује посету пријатељима у Дилмауту. Госпођица Марпл је често у кући и вади вијун из запуштеног врта. Она проналази човека који је некада бавио вртлар породице Кенеди, брата и сестре, који даје неколико корисних описа тадашњих догађаја. Госпођица Марпл проналази куварицу из домаћинства Халидеј Едит која се добро сећа тог времена. Халидејеви је ускоро требало да се преселе у кућу у Норфолку пре него што је Хелен нестала. Хелен је хтела да побегне. Слуге су претпоставиле да је све дело њеног мужа, али није. Углавном ју је занимало бекство од брата. Заљубила се у Халидеја и волела је његову ћерку.
Ридови дају оглас којим траже бившу собарицу Халидејевих Лили. Она прво пише др. Кенедију, мислећи да је он пријатељ. Каже да не верује да је Хелен побегла јер одећа спакована у њен кофер није имала смисла (узети вечерњу хаљину, али не и ципеле и каиш који иду уз њу). Ридови и др. Кенеди се слажу да би требало да јој пише како би договорили састанак у његовом садашњем дому. Лили није дошла.
Полиција проналази Лилино тело, задављено, у шуми близу железничке станице. Дошла је ранијим возом, али је са собом понела писмо др. Кенедија за каснији долазак. Госпођица Марпл саветује Гвенду да све исприча полицији. Ускоро копају врт на крају терасе и проналазе Хеленино тело. Гвенда је била сама у кући када је дошао др. Кенеди, спреман да је задави, али је његов покушај пропао. Госпођица Марпл стиже са посудом раствора сапуна који му прска у очи да заустави покушај убиства.
Др. Кенеди је задавио своју сестру изговарајући завршне речи из представе, несвестан да је мала Гвенда била код гелендера на спрату. Хелен је сахранио у врту. Наместио је њеном мужу да мисли да ју је задавио, али није било тела па је сматран лудим и умро је у старачком дому. Његов дневник из тог времена показао је да је био сасвим здрав, али није могао да објасни шта је видео, а поред њега његова задављена жена. Кенеди је прво давао лекове како би Халидеја учинио параноичним, а затим је дрогирао његово пиће да би могао да га постави поред задављене Хелен. Онда је Кенеди поново померио њено тело. Писмо пронађено код Лили није оно које је добила од Кенедија. Заменио га је пошто ју је убио. Знао је да ће полиција прозрети његову шему. Послао је дадиљу Леони кући у Швајцарску са лековима који су је убили.

## Ликови
- Гвенда Халидеј Рид: 21-годишња и тек удата жена са Новог Зеланда која се настанила у Енглеској са својим новим мужем.
- Џајлс Рид: Гвендин муж који ју је упознао на Новом Зеланду. Сироче, какав јесте и у послу који захтева путовање.
- Госпођа Кокер: куварица за домаћинство Рид.
- Рејмонд Вест: познати аутор и сестрић госпођице Џејн Марпл.
- Џоан Вест: Сликарка, Рејмондова жена и сестра од ујака Џајлса Рида.
- Госпођица Џејн Марпл: Рејмондова тетка, воли да врти, и са начином да открије убице.
- Др Хејдок: Лекар госпођице Марпл, коју она наговара да јој саветује да оде на море.
- Едит (Еди) Паџет: куварица у дому Халидејевих "Света Катарина" (сада названа "Хилсајд") много година раније која још увек живи у Дилмауту.
- Леони: млада Швајцаркиња која је накратко била дојиља или дадиља за дете Гвенда у вили "Света Катарина" и видела нешто кроз прозор дечије собе оне ноћи када је Хелен нестала.
- Лили Абот Кимбл: кућна собарица у домаћинству Халидејевих која је сада удата.
- Менинг: вртлар, сада има 75 година, из домаћинства Кенедијевих када је Хелен била жива.
- Мајор Келвин Халидеј: ожењен Меган и Гвендин отац. Након што је Меган умрла, поново се оженио Хелен Кенеди, младом женом коју је срео на броду за Енглеску са својом ћерком. Умро је у заблуди да је убио своју другу жену.
- Алисон Данби: Гвендина тетка која ју је подигла на Новом Зеланду, сестра њене покојне мајке.
- Хелен Спенло Халидеј (рођена Кенеди): млада плавокоса жена, полусестра др. Кенедија, супруга мајора Хелидеја и Гвендина маћеха. Била је живахна и пуна љубави млада жена.
- Др. Џејмс Кенеди: Хеленин старији полубрат који ју је одгајао када су оба родитеља помрла. Повукао се из праксе убрзо пошто му је сестра нестала и сада живи у Вудли-Болтону.
- Џеки (Џеј Џеј) Афлик: мештанин који је прво радио као службеник у заступничком предузећу "Фејн", отпуштен из разлога, вероватно подметнутих. Са Хелен се накратко дружио када се вратила из школе. Сада је ожењен Дороти и предузетник је са услугом обиласка аутобуса у Девону и Дорсету са седиштем у Егзетеру.
- Волтер Фејн: син месног заступника, покушао је да оснује посао на плантажи чаја у Индији, али у томе није успео, вратио се у Дилмаут да се бави заступништвом у очевом предузећу, увек нежења. Запросио је Хелен, она је хтела да се уда за њега, али га је одбила када је стигла јер је схватила да га уопште не воли.
- Ричард Ерскин: ожењен човек који је упознао Хелен на броду за Индију када је путовао сам. Обоје су знали да њихова снажна привлачност нема будућности па су је одустали. Живи у Нортамберленду.
- Госпођа Џенет Ерскин: Ричардова жена и мајка њихова два сина. Са породицом летовала у Дилмауту у време када је Хелен нестала.
- Др. Пенроуз: лекар у старачком дому "Салтмарш" у Норфолку где је мајор Халидеј провео последње године свог живота.
- Инспектор Ласт: први полицајац који се појавио на лицу места када је пронађено Лилино тело.
- Детектив инспектор Прајмер: преузима вођство у истрази Лилиног убиства и сумње где је Хелен сахрањена када је Гвенда испричала полицији сву причу. Пуковник Мелроуз му је једном указао на госпођицу Марпл.

## Писање романа и издавање
Агата Кристи је написала романе Завеса (последњу загонетку Херкула Поароа којом се завршавају детективова каријера и живот) и Уснуло убиство током Другог светског рата које ће бити објављено након њене смрти, а Уснуло убиство је написано негде током Муњевитог рата који се одиграо између септембра 1940. и маја. 1941. Досијеи књижевне кореспонденције Агате Кристи указују да је почетни нацрт романа који је на крају објављен као Уснуло убиство написан почетком 1940.
Кристине бележнице су отворене за тумачење уназад, а Џон Каран тврди да се Уснуло убиство још увек планирало крајем 40-их и почетком 50-их. Његова основа су многе промене наслова романа пошто су други аутори користили њене прве замисли за наслов: једна од Кристиних бележница помиње Покриј јој лице (други наслов) под „Плановима за септембар 1947.“ и „Плановима за новембар 1948" што указује да планира да поново прочита и ревидира рукопис. На основу ових датума Џон Каран тврди да је Кристијева још морала да напише рукопис.
Ранији биографи који нису имали приступ Бележницама наводе да је Уснуло убиство написано 1940. године.
Ипак, подршка за причу која је први пут написана 1940. налази се у досијеима преписке Кристиних књижевних агената: Кристина изјава о ауторским правима од 15. марта 1940. наводи да је тајничка агенција коју је Едмунд Корк унајмио да откуца Ретроспектива убиства (први наслов рукописа) наплаћено 19 фунти. Едмунд Корк је 7. јуна 1940. писао Кристијевој и предложио јој да ће дати неопходну 'даровницу' како би њен муж Макс постао власник необјављеног романа о госпођици Марпл. Кристијева је на крају посетила пословницу Едмунда Корка у Флитовој 40 у Лондону 14. октобра 1940. и потписала документ којим преноси власништво над ауторским правима над Ретроспективом убиства свом мужу с обзиром на оно што се називало њеном „природном љубављу и наклоношћу према њему“.
Кристијева се у својој аутобиографији позвала на последње романе о Поароу и госпођици Марпл које је написала током Другог светског рата. Она пише да је написала две додатне књиге током првих година рата у ишчекивању да ће бити убијена у рацијама док је радила у Лондону. Једна је била за њену ћерку Розалинд Хикс коју је она написала прву – књигу у којој је био Херкул Поаро – а друга за Макса – са госпођицом Марпл у њој. Она додаје да су ове две књиге пошто су састављене стављене у трезоре банке, а службено су преузете даровницом њеној ћерки и мужу.
Последњи роман о госпођици Марпл који је Кристијева написала, Немезис, објављен је 1971. године након чега је уследио њен последњи роман о Поароу Слонови памте 1972. године, а затим 1973. њен последњи роман Залеђе судбине. Свесна да више неће писати романе, Кристијева је 1975. одобрила објављивање романа Завеса како би испратила Поароа. Затим је договорила да се Уснуло убиство објави 1976. али је умрла пре његовог објављивања у октобру 1976.
За разлику од Поароа, који је умро у последњем роману, госпођица Марпл и даље живи. Радња овог последњег објављеног романа смештена је у 1944. годину, али прати романе смештене у каснијим годинама и који показују да је госпођица Марпл остарила. У роману Немезис, госпођица Марпл не ради вртларство по савету свог лекара што показује последице њеног крхког здравља. У роману Уснуло убиство, госпођица Марпл често клечи и вуче пијук из запуштеног врта у кући Ридових што показује је да је јача, а у хронологији живота измишљеног лика, не ради на свом заиста коначном случају. Такође се помиње радио који је купила Лили јер је добила новац тако што је одговорила на новинско обавештење да је траже што појачава радњу приче из 1930-их како је ауторка намеравала да уради у својим последњим ревизијама урађеним 1950.

## Промена наслова
Кристин изворни рукопис романа Уснуло убиство носио је наслов Ретроспективно убиство према једном од поглавља у књизи. Када је роман Херкула Поароа Пет прасића касније објављен у САД у недељнику од септембра до новембра 1941. године, уређивачки одбор часописа га је преизвао као Ретроспективно убиство. Ово је такође наслов који је користио Кристин амерички издавач Додд Меад анд Цомпани вероватно да би искористио недавну америчку серијализацију. Кристин изворни рукопис Уснулог убиства је прописно преименован у Покриј јој лице.
Након објављивања дебитантског криминалистичког романа Ф. Д. Џејмс 1962. године, Кристијева је постала свесна потребе да смисли још један наслов за последњу књигу о госпођици Марпл. Писала је Едмунду Корку 17. јула 1972. тражећи од њега да јој пошаље примерак необјављеног рукописа о госпођици Марпл и примерак Максове даровнице. Прошло је доста времена да није могла да се сети да ли се рукопис још увек зове Покриј јој лице или Умрла је млада.

## Алудирање на друга дела
- Када је полицијски инспектор видео госпођицу Марпл, он коментарише случај уцењивачких писама у близини Лимстока, што је заплет романа Кобни прст.
- На почетку романа, госпођица Марпл има кратак разговор са пуковником Артуром Бентријем, својим суседом из Сент Мери Мида чија је смрт поменута у роману Напукло огледало објављеном 1962. у ком се наглашава окружење романа Уснуло убиство из 1945. године. Детектив инспектор Прајмер помиње да му је пуковник Мелроуз њу поменуо у прошлости пошто је рекао Гвенди да је госпођица Марпл добро позната надзорницима три округа који су се ослањали на њу, али још не и његовом шефу.
- У роману Уснуло убиство концепт непознате особе "Х" накратко се користи тако што ликови откривају шта се догодило Хелен. У роману Завеса, последњем Поароовом случају, написаном отприлике у исто време капетан Хејстингс говори о убици кога Поаро тражи као господина "Х"-а. Ознака је коришћена у целом том роману, а у роману Уснуло убиство само на кратко. У оба романа "Х" се показао као лик који је већ добро познат другим ликовима у роману.
- Радња драме из раног 17. века Војвоткиња од Малфија тиче се жене коју је задавио њен брат због човека за кога се удала, управо о стању др. Кенедија у односу на његову сестру. Госпођица Марпл на крају каже да је све време требало да зна да је то Кенеди због речи које је изговорио, речи које су покренуле Гвендино дубоко памћење.
- Постоји мала сличност заплета са њеним романом из 1968. Трнци у прстима у којем су били њени ликови Томи и Тапенс Бересфорд. Када је Гвенда посетила санаторијум да сазна за Келвина Халидеја, једна дама каже: "Је л' то било ваше дете? Иза камина?"

## Књижевни значај и пријем
Џорџ Тау је у часопису Дневно огледало 22. октобра 1976. рекао: „Последњи роман Агате Кристи је веома добар. Уснуло убиство је последњи одлазак госпођице Марпл у откривање. Али можда је то њен најбољи. Агата Кристи га је написала пре много година, али да ја бирам књигу лабудових песама, ову бих свакако изабрао. Она јој је најбоља годинама."
Роберт Барнард: "Помало успављујућа загонетка, написана 'четрдесетих година, али објављена након Кристине смрти. Тиче се куће у којој је почињено убиство коју је (пуком случајношћу) купио неко ко је као мали видео тело. Звучи као Рос Макдоналд и свакако није читљиво као старинска Кристијева. Али зашто би проницљива пословна жена задржавала један од својих бољих наступа за постхумно објављивање?" Била је то једна од најпродаванијих књига 1976.

## Прилагођавања

### Телевизија
Уснуло убиство екранизовао је ББЦ као две 50-минутне епизоде у шестој од дванаест екранизација за серију Госпођица Марпл са Џоан Хиксон у насловној улози. Епизоде су емитоване недељом 11. и 18. јануара 1987. Ова екранизација је прилично верна радњи романа.
Роман је прилагођен у сиријску драмску серију „Злочин у сећању“ која је емитована 1992.
Роман је екранизован као серијал од 4 епизоде јапанске анимиране телевизијске серије Велики детективи Поаро и Марплова емитован 2005.
Друга британска телевизијска екранизација смештена у 1951. емитована је 5. фебруара 2006. као део серије Марпл на ИТВ-у са Џералдин Мекјуан и Софијом Мајлс у улогама госпођице Марпл и Гвенде. Ова екранизација је имала бројне промене радње. Најзначајнија промена је да се на крају открива да су Гвендина мајка и маћеха биле једна иста особа. Клер је била крадљивица драгуља и да би побегла од индијских полицијских детектива, лажирала је своју смрт и преузела идентитет „Хелен Марсден“. Остале промене укључују брисање неких од Хелениних удварача и додавање путујућег састава музичара под називом Забавне коске са којима је Хелен наступала у тренутку смрти. Др. Кенеди је постао полубрат Келвинове прве жене (чије је име промењено из Меган у Клер). Гвенда има одсутног вереника Чарлса, а не мужа Џајлса. На крају га је Гвенда напустила и верила се за члана његовог састава Хјуа Хорнбима. Др. Кенеди није покушао да убије Гвенду и није деловао као луд. Само је био заљубљен у своју сестру и убио ју је да је нико други не би имао. Келвин није одведен у болницу нити га је др. Кенеди дрогирао датуром. Он је убијен када га је др. Кенеди гурнуо преко стеновите литице.
Десета епизода француске телевизијске серије Мала убиства Агате Кристи била је екранизација овог романа. Емитована је 2012.

### Радио
Роман је прилагођен као 90-минутна драма за ББЦ Радио 4 и емитована је у оквиру програма Суботња драма 8. децембра 2001. Џун Витфилд је поново тумачила улогу госпођице Марпл (глумила је госпођицу Марпл у неколико радио-драма у 20. веку). Снимљено је 10. октобра 2001. године.